# Sphenomorphus modigliani
Sphenomorphus modigliani är en ödleart som beskrevs av  George Albert Boulenger 1895. Sphenomorphus modigliani ingår i släktet Sphenomorphus och familjen skinkar. Inga underarter finns listade i Catalogue of Life.